# Oorlogsouders
Oorlogsouders ist ein Buch der niederländischen Lehrerin und ehemalige Balletttänzerin Isabel van Boetzelaer über die Geschichte ihrer Familie. Das Buch erschien 2017 und erntete scharfe Kritik, weil sie die NS-Vergangenheit ihres Vaters und eines ihrer Großväter geschönt dargestellt hatte.

## Die Autorin
Isabel van Boetzelaer wurde 1961 in Oosterbeek geboren; sie entstammt dem Adelsgeschlecht Boetzelaer und ist Baroness. Sie wuchs auf dem Landgut Boschveld in Oosterbeek bei Arnhem auf, wo ihre Eltern einen Campingplatz betrieben. Sie machte in Amsterdam eine Ballettausbildung und tanzte vier Jahre lang, von 1982 bis 1986, beim Het Nationale Ballet, bis sie das Tanzen wegen Rückenbeschwerden aufgeben musste.
Anschließend studierte die zweisprachige van Boetzelaer Deutsch bis zum Propädeutikum und machte 1990 an der Universität Amsterdam ihren Master in Kommunikationswissenschaft. In den folgenden Jahren arbeitete sie in der Reisebranche und unterrichtete als Deutschlehrerin an einer Schule in Amsterdam.

## Familie
Isabel van Boetzelaer ist eine Tochter von Willem Baron van Boetzelaer und von dessen Frau Ingrid Baroness von der Recke. Ihr Vater war ab Mai 1940 Mitglied der Waffen-SS. Während der deutschen Besetzung der Niederlande arbeitete er für die Sicherheitspolizei in Den Haag. Deshalb wurde er nach dem Krieg in erster Instanz vom Bijzondere Gerechtshof (Sondergericht) zu einer lebenslangen Freiheitsstrafe verurteilt, nach einer Berufung zu 20 Jahren Gefängnis. 1957 kam er nach zwölf Jahren Haft aufgrund einer Begnadigung vorzeitig frei. Im Jahr darauf heiratete er in Darmstadt Ingrid von der Recke. Für beide Ehepartner war es die zweite Ehe.

## Das Buch
2017 erschien unter dem Titel Oorlogsouders. Een familiekroniek over goed en fout in twee adellijke families (Kriegseltern: Eine Familienchronik über gut und falsch in zwei adligen Familien) von Isabel van Boetzelaer über die Familie. Nach ihren eigenen Angaben interviewte sie dafür ab Dezember 2010 ihre Eltern, die zu dieser Zeit in Baden-Baden lebten. Ihr Vater war damals 90 Jahre alt, ihre Mutter 83. Das Buch wurde im Amsterdamer Goethe-Institut mit einer Ansprache des renommierten Historikers Ad van Liempt präsentiert.
Laut Buch war der Großvater mütterlicherseits, Hilmar von der Recke, ein Widerständler gegen den Nationalsozialismus. Als Mitverschwörer des 20. Juli 1944 sei er in Plötzensee inhaftiert gewesen. Die Großmutter habe heimlich einen jüdischen Arzt mit Lebensmitteln versorgt. Ihr Vater wiederum sei zwar Mitglied der Waffen-SS gewesen, habe allerdings keinerlei Kenntnis von Massenmorden durch diese Organisation in der Sowjetunion gehabt. Diese Geschichte einer Verbindung zweier Familien von vermeintlichen Opfern und Tätern stieß in den Niederlanden auf großes Interesse, und in kürzester Zeit wurde das Buch drei Mal aufgelegt.

## Kritik
Im Sommer 2017 erschien auf nederlandseboekengids.com ein Artikel, in dem der Publizist Maarten van Voorst tot Voorst scharfe Kritik an dem Buch Oorlogsouders übte. Laut seinen Recherchen sei der Großvater mütterlicherseits von Isabel van Boetzelaer, Hilmar von der Recke, keineswegs im Widerstand gewesen, sondern ab 1942 Kommandant des Kriegsgefangenenlagers Stalag XII A in Limburg an der Lahn. Bis Kriegsende wurde dort rund 100.000 Kriegsgefangene verschiedener Nationalitäten registriert, von denen viele zur Zwangsarbeit eingesetzt wurden. Die Zahl der Männer, die das nicht überlebten, ist nicht bekannt. Auch wurden von dort aus vor allem russische Kriegsgefangene nach Buchenwald oder Mauthausen weitergeleitet, 500 von ihnen in Buchenwald exekutiert. In den 1960er-Jahren sei von der Recke im Rahmen von Untersuchungen zu Deportationen von Russen ins KZ Mauthausen verhört worden. Die Großmutter sei eine begeisterte Nationalsozialistin und BDM-Führerin gewesen.
Es sei zudem höchst unwahrscheinlich, dass der Vater Willem van Boetzelaer keine Kenntnis von Kriegsverbrechen in der Ukraine gehabt habe, sei doch seine Einheit etwa an einem Massaker in Tarnopol beteiligt gewesen; ab 1943 habe er als Mitglied der Sicherheitspolizei in den Niederlanden jüdische Menschen und Widerstandskämpfer verhaftet.
Van Voorsts Fazit: „In dieser Form hätte das Buch niemals erscheinen dürfen.“ Es sei eine „Collage von Fälschungen, Beschönigungen und Plagiaten, ausgeschmückt mit etwas Adelsschwärmerei und Versatzstücken aus Kriegsfilmen“. So plagiierte die Autorin nach den Erkenntnissen von van Voorst unter anderem Artikel aus der deutschsprachigen Wikipedia, insbesondere den Artikel Ludolf-Hermann von Alvensleben. Es lasse sich allerdings schwerlich ermitteln, ob es sich um eine gezielte Fälschung handele oder ob sich die Autorin von Wunschdenken und Verdrängung habe leiten lassen. Die Vorgänge rund um das Buch erregten großes Aufsehen in den niederländischen Medien.
Isabel van Boetzelaer verteidigte sich, dass sie sich auf die Erzählungen ihrer Eltern verlassen hätte. Sie habe deren Berichte nicht geprüft, sie sei keine Historikerin. Deshalb sei ihr „versehentlich ein kleiner Fehler unterlaufen“. Sie kündigte eine verbesserte Neuauflage an. Eine für September 2017 im Durchgangslager Westerbork angekündigte Lesung wurde abgesagt.
Die Überarbeitung des Buches mit Unterstützung des Historikers Gerard Aalders erschien im April 2018, mit Ergänzungen zur Person ihres Großvaters. Im Vorwort räumte Isabel van Boetzelaer, sie sei „naiv“ und „unerfahren“ gewesen, sie sei aber weder investigative Journalistin noch Historikerin. Auf ein Foto ihres Großvaters inmitten von Kriegsgefangenen angesprochen, sagte sie: „Aan deze gevangenen zie je niet dat het er vreselijk is. Ze zijn geen wandelende skeletten. Je ziet aan die foto ook niet dat mijn grootvader een sadist was.“(„Diesen Gefangenen sieht man nicht an, dass es dort furchtbar ist. Sie sind keine wandelnden Skelette. Man sieht dem Foto an, dass mein Großvater kein Sadist war.“)

## Schriften
- Oorlogsouders. Een familiekroniek over goed en fout in twee adellijke families. Just Publishers, 2017, ISBN 978-90-8975-018-1.